# Traudl Junge
Gertraud "Traudl" Junge, nemška urednica, tajnica in pisateljica * 16. marec 1920 München, Bavarska, Weimarska republika † 10. februar 2002 München, Bavarska, Nemčija.
Traudl Junge je bila zadnja zasebna tajnica Adolfa Hitlerja, ki je pri njemu delala od novembra 1942 do aprila 1945. Po vtipkani Hitlerjevi oporoki je ostala v berlinskem podzemnem bunkerju do njegove smrti. Po aretaciji in zaporu junija 1945 so jo zasliševali tako sovjetska kot ameriška vojska. Po vojni je delala kot tajnica v Zahodni Nemčiji. Na stara leta se je odločila, da bo objavila svoje spomine, češ da ne bo vedela za nacistična grozodejstva med vojno, obtožila pa se je, da je zamudila priložnosti za preiskovanje poročil o njih. Njena zgodba, ki je deloma temeljila na njeni knjigi Do končne ure, je bila del številnih dramatizacij, zlasti nemškega filma Propad iz leta 2004, ki govori o Hitlerjevih zadnjih desetih dneh njegovega življenja.

## Zgodnje življenje in izobraževanje
Gertraud "Traudl" Hupms se je rodila 16. marca 1920 v Münchnu. Bila je hči glavnega pivovarja in poročnika rezervne vojske Maxa Humpsa in njegove žene Hildegard (rojene Zottmann). Junge je imela sestro Inge, ki se je rodila leta 1923. Nekoč je izrazila željo, da bi postala balerina, vendar je plesna šola ni sprejela. Nato se je odločila za tajnico. Ko je slišala za odprtje za osebje Hitlerjevega kanclerstva, je yanj zaprosila.

## Delo za Hitlerja
Traudl Junge je začela delati za Hitlerja kot tajnica novembra 1942. Bila je najmlajša od njegovih zasebnih tajnic. Bila sem stara 22 let in o politiki nisem vedela ničesar; to me ni zanimalo, je desetletja pozneje dejala Junge in dodala, da je čutila veliko krivdo, ker je imela rada enega izmed največjih zločincev, ki so kadarkoli obstajali.
Rekla je: Priznam, navdušil me je Adolf Hitler. Bil je prijeten šef in očetovski prijatelj. Namerno sem prezrla vse opozorilne glasove v sebi in skoraj do bridkega konca uživala v času ob sebi. Ni bilo tako, kar je rekel, ampak način, kako je povedal in kako je počel.
Na Hitlerjevo spodbudo se je Junge junija 1943 poročila s častnikom Waffen-SS Hansom Hermanom Jungejem (1914–1944), ki je bil eden najbližjih Hitlerjevih uslužbencev. Umrl je v boju v Franciji avgusta 1944. Junge je delala pri Hitlerju v Berghofu, Berchtesgadenu, v Wolfsschanzeju v vzhodni Prusiji in nazadnje v Berlinu v Führerbunkerju. 

## V Berlinu, leta 1945
Leta 1945 je bila Junge s Hitlerjem v Berlinu. V zadnjih dneh Hitlerjevega življenja v Berlinu je s svojimi sekretarjema Junge in Gerdo Christian redno jedel kosilo. Po vojni se je Junge spominjala, da je Gerda vprašala Hitlerja, če bo zapustil Berlin. Hitler je to odločno zavrnil. Obe ženski sta se spomnili, da je Hitler v pogovoru jasno povedal, da njegovo truplo ne sme pasti v roke Sovjetov. Ustrelil bi se. Junge je dan pred samomorom v podzemnem bunkerju vtipkala zadnjo Hitlerjevo zasebno in politično oporoko. Junge je kasneje zapisala, da se je 30. aprila 1945, ko se je igrala z otroki Josepha in Magde Goebbels, nenadoma zaslišala glasen strel, ki je bil tako glasen in tako blizu, da so v trenutku vsi utihnili. "Glas strela je odmeval po vseh sobah." "To je bil neposreden zadetek!" je zavpil Helmut Christian, eden izmed Goebbelsovih otrok, ne da bi vedel, kako prav ima. "Führer je zdaj mrtev."
1. maja, dan po Hitlerjevi smrti, je Junge s skupino, ki jo je vodil general Waffen-SS Wilhelm Mohnke, zapustila podzemni bunker. V skupini so bili tudi Hitlerjev osebni pilot Hans Baur, šef Hitlerjevega telesnega stražarja Reichssicherheitsdienst (RSD) Hans Rattenhuber, tajnica Gerda Christian, tajnica Else Krüger, Hitlerjeva dietetičarka Constanze Manziarly in dr. Ernst-Günther Schenck. Junge, Christian in Krüger, ki so se iz Berlina prebili do reke Labe. Preostanek skupine so sovjetske enote Rdeče armade našle 2. maja, ko so se skrivale v kleti ob Schönhauser Allee. Sovjetske enote so tiste, ki so bili v Führerbunkerju, predali SMERSH-u na zaslišanje, da bi razkrili, kaj se je zgodilo v bunkerju v zadnjih tednih vojne.

## Po vojni
Čeprav je Junge dosegla Elbo, ni mogla doseči zahodnih zavezniških linij, zato se je vrnila nazaj v Berlin. Ko je prišla tja približno mesec dni po odhodu, je upala, da bo dobila vlak za na pot proti zahodu, ko so spet začeli voziti. 9. julija, ko je tam približno en teden živela pod vzdevkom "Gerda Alt", sta jo aretirala dva civilna člana sovjetske vojaške uprave in je pridržala v Berlinu zaradi zaslišanja. Medtem ko je v zaporu slišala grozljive zgodbe svojih sovjetskih stražarjev o tem, kaj je nemška vojska storila članom njihovih družin v Rusiji, in ugotovila, da je veliko tega, kar je mislila, da ve o vojni na vzhodu, le tisto, kar je nacistično ministrstvo za propagando povedalo nemškemu ljudstvu in da je zdravljenje, ki so ga Nemcem namenili Sovjeti, odgovor na to, kar so Nemci storili v Sovjetski zvezi.
Junge je bila v različnih zaporih, kjer so jo pogosto zasliševali o njeni vlogi v Hitlerjevem okolju in dogodkih okoli Hitlerjevega samomora. Konec decembra 1945 je bila izpuščena iz zapora, vendar je bila omejena na sovjetski sektor v Berlinu. Na silvestrovo 1946 so jo sprejeli v bolnišnico v britanskem sektorju zaradi davice in tam je ostala dva meseca. Medtem ko je bila tam, ji je njena mama zagotovila papirje, potrebne za njeno selitev iz sovjetskega sektorja v Berlinu na Bavarsko. Ob prejetju 2. februarja 1946 je potovala iz Berlina čez sovjetsko okupacijsko cono (ki naj bi postala Vzhodna Nemčija) v britansko cono in od tam južno na Bavarsko v ameriško cono. Američani so Junge v prvi polovici leta 1946 za kratek čas zadržali in jo zasliševali v podzemnem bunkerju. Nato je bila osvobojena in ji je bilo dovoljeno živeti v povojni Zahodni Nemčiji. 

## Poznejše življenje
Po vojni se je Junge pojavila v dveh epizodah (št. 16, "Znotraj rajha" (1940–1944) in št. 21, "Nemesis: Nemčija (februar - maj 1945)") televizije Thames Television (ITV)  leta 1973 v dokumentarni seriji Svet v vojni in za knjigo The Bunker iz leta 1975 Jamesa P. O'Donnella in Uwe Bahnsena. Delala je na tajniških delovnih mestih in dolga leta kot glavna tajnica uredništva tedenske ilustrirane revije Quick. Junge je dvakrat na kratko živela v Avstraliji, kjer je živela njena mlajša sestra; njena prošnja za stalno prebivanje je bila zavrnjena zaradi preteklega nacističnega udejstvovanja.
Leta 1989 je bil Jungin rokopis o njenem življenju med vojno objavljen kot del knjige Glasovi iz bunkerja avtorjev Pierra Galanteja in Eugena Silianoffa. Tega leta je bila intervjuvana tudi v BBC-jevem dokumentarcu Fatalna privlačnost Adolfa Hitlerja in na dolgo razpravljala o svojih vtisih o Hitlerju in zadnjih dneh z njim v podzemnem bunkerju. Leta 1991 je nastopila v dokumentarni seriji Hitler's Henchmen v produkciji nemškega televizijskega kanala ZDF. Izid njenih spominov Do končne ure iz leta 2002, ki so bili skupaj z avtorico Melisso Müller napisani v času, ko je delala za Hitlerja, je prinesel medijsko pokritost. Z njo so se pogovarjali tudi za dokumentarni film Slepa pega: Hitlerjeva tajnica iz leta 2002, ki je vzbudil veliko pozornosti.

## Smrt
Traudl Junge je umrla 10. februarja 2002 v Münchnu zaradi raka, stara 81 let. Pred je izdihnila Junge rekla: "Zdaj, ko sem opustila svojo zgodbo, lahko opustim tudi svoje življenje." Pokopana je bila na pokopališču v Nordfriedhofu v Münchnu.

## Zapuščina
Jungina nadaljnja pozornost je bila usmerjena dve leti po njeni smrti, leta 2004, ko so bile nekatere njene izkušnje s Hitlerjem prikazane v filmu Propad, ki je bil nominiranem za oskarja. Odlomki iz njenih intervjujev so vidni na začetku in na koncu filma. Na koncu filma Junge navaja:
Seveda grozote, ki sem jih slišal v zvezi z nürnberškimi procesi; usoda 6 milijonov Judov, njihovo pobijanje in mnogih drugih, ki so predstavljali različne rase in veroizpovedi, me je močno pretresla, toda takrat nisem videla nobene povezave med temi stvarmi in lastno preteklostjo. Bila sem samo vesela, da osebno nisem bila kriva za te stvari in da se nisem zavedala njihovega obsega. Nekega dne pa sem šla mimo nagrobne plošče na ulici Franz-Joseph Straße (v Münchnu), na steni v spomin na Sophie Scholl. Videla sem, da se je rodila istega leta kot jaz in da so jo usmrtili istega leta, ko sem vstopila v službo, za Hitlerja. In v tistem trenutku sem resnično spoznala, da nisem bila izgovor, da sem bila tako mlada. Mogoče bi lahko poskusila izvedeti kaj o stvareh.